# 아와촌
아와촌(阿波村)은 미에현 아야마군에 설치되었던 촌이다. 현재의 이가시에 해당한다.

## 역사
- 1889년 4월 1일 - 정촌제 시행에 의해 야마다군 아와촌이 성립하였다.
- 1896년 4월 1일 - 군제 시행에 의해 아야마군으로 변경되었다.
- 1955년 4월 13일 - 야마다촌, 아와촌과 합병해 오야마다촌이 성립하여, 동일 누노비키촌은 폐지되었다/

## 참고문헌
- 角川日本地名大辞典 24 三重県